# Nikita Klimov (cầu thủ bóng đá, sinh 1997)
Nikita Valeryevich Klimov (tiếng Nga: Никита Валерьевич Климов; sinh ngày 2 tháng 4 năm 1997) là một cầu thủ bóng đá người Nga. Anh thi đấu cho F.K. Orenburg-2.

## Sự nghiệp câu lạc bộ
Anh có màn ra mắt tại Giải bóng đá chuyên nghiệp quốc gia Nga cho F.K. Dynamo-2 Moskva vào ngày 20 tháng 7 năm 2016 trong trận đấu với FC Tekstilshchik Ivanovo.